# Родина Зітарів (фільм)
«Родина Зітарів» (латис. Zītaru dzimta), друга назва «Старе моряцьке гніздо» — художній багатосерійний фільм за мотивами однойменного роману латвійського письменника Віліса Лациса, знятий режисером Алоїзом Бранчем на Ризькій кіностудії у 1989 році.

## Сюжет
Дія фільму проходить на початку 20 століття. Родина Зітарів: капітан Андрій, його дружина Алвіне, їх діти — Карліс, Інгус, Ернест, Ельза та Яніс, мешкає у приморському селі. Починається Перша світова війна. Карліс добровольцем йде на фронт, Інгус зникає під час тривалих морських подорожей. Німецька армія окуповує територію Латвії. Родина Зітарів переїжджає в Алтайський край Росії. Революція та громадянська війна в Росії впливають на кожного члена родини. На далекій чужині гине голова родини Андрій, а під час повернення додому, у рідну Латвію, від тифу помирає Алвіне. По поверненню родину продовжують переслідувати труднощі: спочатку Зітари вимушені повертати своє майно, яке знаходилось під наглядом родича, але потім і будинок, і майно були продані за борги. В цей час додому ненадовго повертається Інгус, проте незабаром знов від'їжджає. Різними шляхами розходяться й інші члени родини…

## У ролях
- Едуардс Павулс — Андрій
- Ліліта Озоліня — Алвіна
- Юріс Жагарс — Інгус
- Ремігіюс Сабуліс — Карліс
- Юріс Ліснерс — Ернест
- Лелде Вікмане — Елзе
- Айварс Звайгзне
- Іварс Пуга
- Яніс Заріньш
- Мірдза Мартінсоне — Анна Зітарс
- Роландс Загорскіс
- Яніс Рейніс
- Андріс Сілавс
- Вальдемарс Зандберг — боцман
- Селга Бедріте
- Зане Янчевська
- Андіс Квепс
- Візма Квепа
- Володимир Чепуров
- П. Раунс
- Даце Бонате
- Інара Слуцька
- Улдіс Думпіс
- Ілона Озола
- Гунарс Цилінскіс — Бренгуліс
- Інесе Юрьяне
- Расма Гарне
- Володимир Шакало
- Ромуалдс Анцанс
- Олга Дреге
- Ува Сегліня
- Микола Ергліс
- Мартіньш Вердіньш-мол.
- Юріс Леяскалнс
- Леонід Ленц
- Яніс Мелдеріс — Заріньш
- Болеславс Ружс — Весманіс
- Яніс Штуцеріс — Фріцис
- Інесса Сауліте — Ілзе
- Карліс Анушевіц
- Євген Паперний
- Петеріс Гаудіньш

## Відзнаки та нагороди
У 1989 році на Латвійському національному кінофестивалі фільм був відзначений нагородою за найкращу чоловічу роль.